# Filipe Ferrer
Luís Filipe Martins Lopes do Rosário (Faro, 25 de Agosto de 1936 – Lisboa, Nossa Senhora de Fátima, 26 de Junho de 2007), conhecido pelo pseudônimo Filipe Ferrer, foi um actor e encenador português.
Filipe Ferrer nasceu em Faro, onde o pai, foi durante muitos anos, gerente do Banco Nacional Ultramarino daquela cidade. Estudou no liceu da capital algarvia e, no Colégio de Santo Tirso, onde iniciou a sua carreira artística aos 13 anos, tendo aí estudado declamação e teatro, e mais tarde viajou para o Brasil, Paris e Londres.
De regresso a Portugal, a partir da década de 1980, participou em mais de 60 filmes para cinema, nomeadamente "Camarate" e "A Bomba" (ambos de 2001), entrou em 15 telenovelas e séries de televisão, como por exemplo "Casino Royal", "Médico de Família", "Repórter X" (1987), "Querido Lilás" (1987) ou "Bocage" (2006).
Realizou filmes publicitários e reportagens para a RTP, fez pelo menos 14 peças de teatro para palco e para televisão, como por exemplo "As Pestanas de Greta Garbo", um "one-man-show" original do artista "sobre a história secreta de alguns rapazes e raparigas" da sua geração, "nascidos em Portugal, em meados dos anos 30".
Foi director de vários grupos amadores de teatro e trabalhou como actor em companhias tão distintas como a Companhia Nacional de Teatro, Teatro do Nosso Tempo ou Casa da Comédia.
Faleceu no Hospital Curry Cabral, aos 70 anos de idade, vítima de doença prolongada, numa altura em que planeava regressar em definitivo à sua terra-natal.

## Televisão
- Resposta a Matilde RTP 1986 - 'Daniel'
- Passerelle RTP 1988 - 'Cardoso'
- Casino Royal RTP 1989 - 'Phillip'
- O Mandarim RTP 1991 - 'comandante'
- O Beijo de Judas RTP 1991
- Pós de Bem-Querer RTP 1992 - 'Dr. Faria'
- Verão Quente RTP 1993/1994 - 'Fernando Franco'
- Na Paz dos Anjos RTP 1994 - 'Francisco de Malva e Cunha'
- Primeiro Amor RTP 1996 - 'Daniel Cruz'
- A Lenda da Garça RTP 1999/2000 - 'Padre Gabriel'
- Ganância SIC 2001 - 'António José'
- O Último Beijo TVI 2002/2003 - 'Duarte Montez'
- Amanhecer TVI 2002/2003 - 'Carlos'
- Inspector Max TVI 2004
- Bocage RTP 2006 - 'Manuel Constâncio'
- Conta-me Como Foi RTP 2007 - 'chefe da casa militar'
- O Último Tesouro RTP - 'Filipe Vicente Nogueira'

## Filmografia
- O Processo do Rei (1990)
- Chá Forte com Limão (1993)
- Afirma Pereira (1996)
- A Bomba (2001)
- Camarate (2001)